# Charbonnier-les-Mines
Charbonnier-les-Mines is een gemeente in het Franse departement Puy-de-Dôme (regio Auvergne-Rhône-Alpes). De plaats maakt deel uit van het arrondissement Issoire. Charbonnier-les-Mines telde op 1 januari 2022 937 inwoners.

## Geografie
De oppervlakte van Charbonnier-les-Mines bedroeg op 1 januari 2022 3,36 vierkante kilometer; de bevolkingsdichtheid was toen 278,9 inwoners per km².

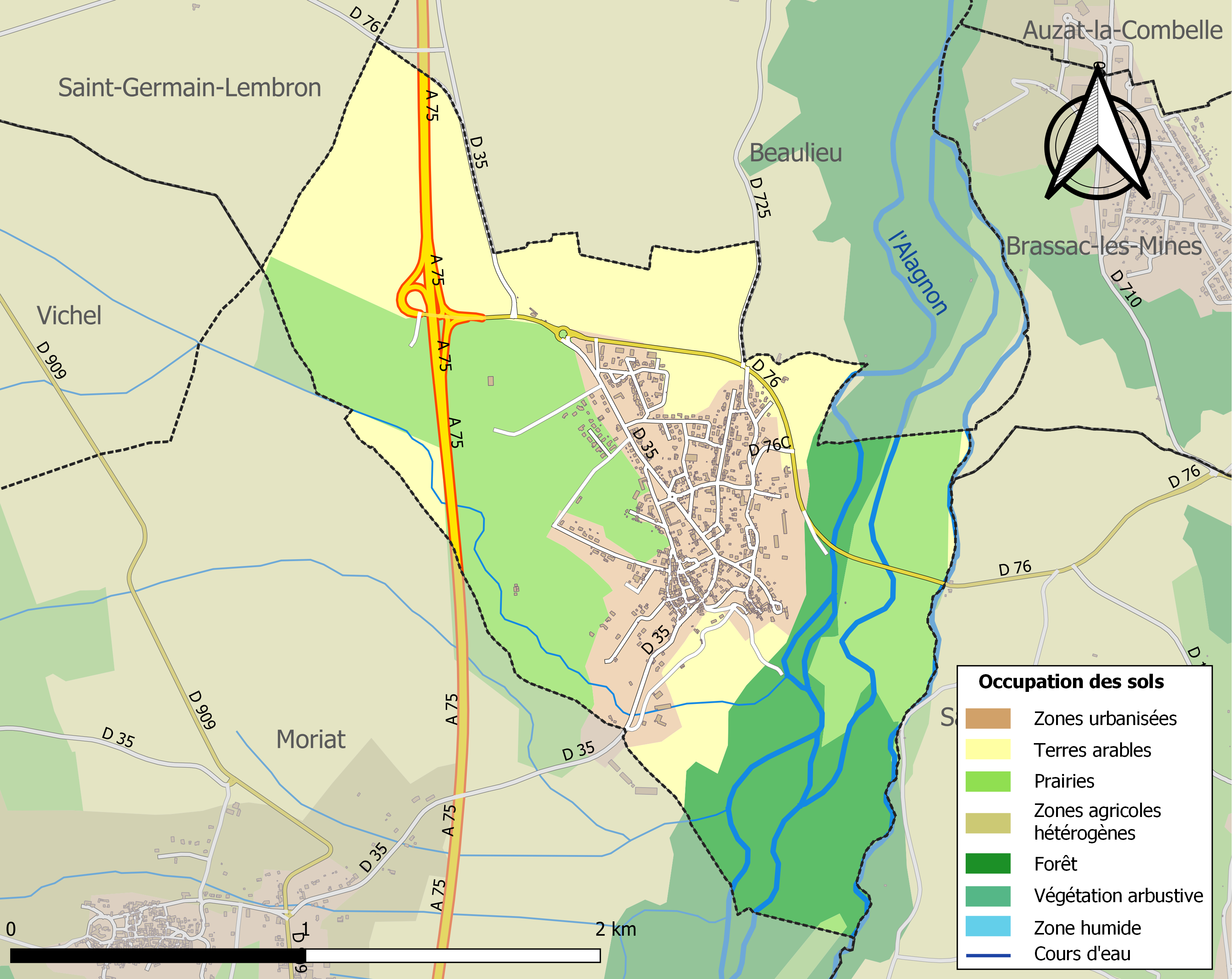
Kaart van de gemeente met belangrijkste infrastructuur, bodemgebruik en omliggende gemeenten

## Demografie
Onderstaande figuur toont het verloop van het inwonertal (bron: INSEE-tellingen).